# Grobnica Vang Džjana
Mavzolej Jongling (kitajsko: 永陵; pinjin: Yǒnglíng), splošno znan kot grobnica Vang Džjana (kitajsko: 王建墓), je grobnica Vang Džjana (847–918), ustanoviteljskega cesarja nekdanje dinastije Šu. Je na ulici Yongling 10, okrožje Džiniu, Čengdu, Sečuan, Kitajska.
V pozni dinastiji Tang (923–937) je cesar Meng Džišjang izdal odlok za zaščito grobnice. Vendar so pomožne stavbe na najdišču propadale od dinastije Severni Song (960–1127) naprej. Ohranila sta se le grobna gomila in krsta. Med letoma 1940 in 1943 ga je izkopal arheolog Feng Handži in drugi ter potrdil, da gre za Vang Džjanovo grobnico. Našli so številne kulturne relikvije, ki so jih prenesli v Sečuanski muzej. Dvakrat je bil uvrščen na seznam zaščitenih kulturnih relikvij v provinci Sečuan. Leta 2001 je bil grobni prehod obnovljen v slogu drugih cesarskih mavzolejev dinastije Tang.

## Opis
Mavzolej Jongling je na ulici Yongling 10, okrožje Džiniu, Čengdu, Sečuan, Kitajska. Do danes je to edina najdena starodavna kitajska kraljeva grobnica s krsto nad tlemi. Grobnica je okrogla, krsta pa je pod sredino gomile. Komora ima tri prostore, s krsto v srednjem prostoru in kamnitim kipom Vang Džjana v sedečem položaju v prostoru za njo.

## Zgodovina
Vang Džjan (847 – 11. julij 918), prej cesar Gaozu, je bil ustanovni cesar obdobja petih dinastij in desetih kraljestev, nekdanje države Šu. Umrl je v prvem letu obdobja Tianguang (918 n. št.) v starosti 72 let, s tempeljskim imenom Gaozu in je bil pokopan v Čengduju. Decembra 918 in ponovno marca 925 (prvo leto obdobja Šjankang) je Vang Jan, Vang Džjanov naslednik, obiskal grobnico, da bi izkazal spoštovanje.  Leta 933 (četrto leto obdobja Čangšing v pozni dinastiji Tang) je Meng Džišjang grobnico obnovil in uradno prepovedal sečnjo drv v bližnji okolici. Leta 1014 (sedmo leto obdobja Dadžongšjangfu v severni dinastiji Song) je bilo več mavzolejskih zgradb porušenih, material pa je bil uporabljen za popravilo lokalnega taoističnega templja Juedžuhua.  Preostale zgradbe so služile kot budistični tempelj Jongning, ki se je leta 1103 (drugo leto obdobja Čongning v severni dinastiji Song) preimenoval v Jongčingjuan. Celotna zgradba je bila kasneje uničena v požaru, ohranila se je le nagrobna gomila.
Lokacija grobnice v zgodovinskih zapisih ni bila natančno zabeležena. Najbolj razširjen opis njene lokacije je bil v pesmi Lu Jouja, ki je opisala grobnico Vang Džjana skupaj z grobnico njegove cesarice, ki je tik pred Starimi zahodnimi vrati. Pesem je opisala grob kot že močno poškodovan, pri čemer je navedla, da sta še vedno stala le dva kamnita stebra, izklesana s svetimi spisi, in več ogromnih človeških in konjskih kipov. Od takrat so zapisi o grobnici v lokalnih kronikah sledili Lu Joujevemu opisu.

## Izkopavanja
Leta 1940 so med gradnjo zaklonišča odkrili opečne stene groba. Odkritje je pritegnilo pozornost Feng Handžija, profesorja arheologije na univerzi Huaši. Po preiskavi je Feng identificiral gomilo kot starodavno grobnico. Zaradi takratnih razmer so morali izpostavljene dele najdišča začasno zapreti, načrt izkopavanj pa je bil razvit šele ob ustanovitvi Sečuanskega muzeja leta 1941. 15. septembra 1942 so se začela izkopavanja grobnice, ki sta jih vodila Feng Handži in Liu Fudžang. Grobnica je bila napolnjena z muljem, arheologi pa so lahko izkrčili le 3-metrsko pot do sob. Med izkopavanji so odkrili več predmetov iz žada in ugotovili, da gre za mavzolej Vang Džjana.
Lokacija grobnice je blizu lokacije, navedene v Lu Joujevi pesmi, vendar arheologi niso našli ogromnega kamnitega človeškega kipa, ki ga opisuje. Izkopavanju se je pridružil sinolog Michael Sullivan; učenec osnovne šole ga je zamenjal za tujega roparja grobov, prijavil vladnim uradnikom in ga skupaj z drugimi arheologi pridržal. Zaradi tega nesporazuma so bila izkopavanja prekinjena. Novembra 1942 so bila izkopavanja začasno prekinjena. 1. marca 1943 sta arheolog Wu Jinding in Wang Zhenduo, strokovnjak za muzeologijo, začela drugo fazo izkopavanj. Ta faza se je osredotočila na južni del grobne gomile in glavno komoro. Izkopavanja so odkrila sledi ropanja grobov in veliko število kulturnih relikvij. 21. septembra so bila vsa izkopavanja končana. Kulturne relikvije so bile prenesene v muzej, gomila pa je bila ponovno zaprta. Leta 1971 je član proizvodne brigade Fučin iz okrožja Čengdu Džiniu med gradnjo hiše 300 metrov južno od grobnice našel kamniti kip, visok 3,18 metra, kar je potrdilo Lu Joujev opis.

## Nedavni razvoj dogodkov
Grobnica Vang Džjana je bila dvakrat uvrščena na seznam zaščitenih kulturnih relikvij v provinci Sečuan: leta 1956 in 1980. Leta 1961 je bila uvrščena na seznam ključnih nacionalnih zaščitenih kulturnih relikvij. Leta 2001 je bil na južni strani grobnice obnovljen prehod grobnice z uporabo materialov in tehnik, ki jih najdemo v drugih cesarskih mavzolejih dinastije Tang; muzej Jongling pa je dodal več kamnitih kipov.

## V popularni kulturi
Na splošno velja prepričanje, da je grob kraj legendarnega srečanja med Simo Šjangrujem in Džuge Liangom, dvema znanima vojaškima strategoma iz obdobja Treh kraljestev. Po ljudski legendi sta med srečanjem na nagrobniku igrala na čin, tradicionalno kitajsko glasbilo. Zaradi tega se je nagrobnik poimenoval Fučintai, kar pomeni 'kraj, kjer se igra čin'.